# Eugenio Scalfari
Eugenio Scalfari (Civitavecchia, 6 aprile 1924 – Roma, 14 luglio 2022) è stato un giornalista, scrittore e politico italiano.
È considerato uno dei più influenti giornalisti italiani del XX secolo.
Contribuì, con altri, a fondare il settimanale L'Espresso ed è stato fondatore del quotidiano la Repubblica. I suoi campi principali di analisi erano l'economia e la politica; si definiva socialista liberale, azionista e radicale.

## Biografia

### Origini
Scalfari nacque a Civitavecchia, in provincia di Roma, il 6 aprile 1924 da genitori calabresi, Pietro e Gina; suo padre era originario del comune di Monteleone (l'odierna Vibo Valentia). Iscrittosi dapprima al liceo classico "Terenzio Mamiani" di Roma, passò poi al liceo classico "Gian Domenico Cassini" di Sanremo - dove intanto si era trasferito con la famiglia a causa del lavoro del padre, chiamato a svolgervi l'attività di direttore artistico del locale casinò - nel quale compì fino alla fine il suo ciclo di studi liceali, avendo come suo compagno di banco il futuro scrittore Italo Calvino.

### Esordi giornalistici durante il fascismo
Tra le prime esperienze giornalistiche di Scalfari c'è Roma Fascista, organo ufficiale del GUF (Gruppo Universitario Fascista), mentre era studente di giurisprudenza. Negli anni successivi Scalfari continua a collaborare con riviste e periodici legati al fascismo, come Nuovo Occidente, diretto dall'ex squadrista e fascista cattolico Giuseppe Attilio Fanelli. Nel 1942 Scalfari sarà nominato caporedattore di Roma Fascista.
All'inizio del 1943 scrive una serie di corsivi non firmati sulla prima pagina di Roma Fascista in cui lancia generiche accuse verso speculazioni da parte di gerarchi del Partito Nazionale Fascista sulla costruzione dell'EUR. Questi articoli portarono alla sua espulsione dai GUF e dal Partito per opera di Carlo Scorza, allora vicesegretario del PNF. Di fronte al gerarca, intenzionato a perseguire i presunti speculatori, il giovane Scalfari aveva ammesso come i suoi corsivi fossero basati su voci generiche. Il gerarca lo accusò poi di essere un imboscato, e lo prese materialmente per il bavero, strappandogli le mostrine dalla divisa del partito.

### Carriera giornalistica nel dopoguerra
Dopo la fine della seconda guerra mondiale entra in contatto con il neonato Partito Liberale Italiano, conoscendo giornalisti importanti nell'ambiente. Nel 1950, mentre lavora presso la Banca Nazionale del Lavoro, diventa collaboratore, prima a Il Mondo e poi a L'Europeo, di due personalità che spesso richiama nei suoi scritti: Mario Pannunzio e Arrigo Benedetti. Ricorderà poi, con orgoglio, di essere stato licenziato dalla BNL per una serie di articoli sulla Federconsorzi non graditi alla direzione.
Nel 1955 partecipa all'atto di fondazione del Partito Radicale, di cui è vicesegretario fino allo scioglimento nel 1961. Nello stesso anno nasce il settimanale L'Espresso: Scalfari è direttore amministrativo e scrive articoli di economia.
Nel 1963 somma la carica di direttore responsabile de L'Espresso a quella di direttore amministrativo. Il settimanale arriva in cinque anni a superare il milione di copie vendute. Il successo giornalistico si fuse con il piglio imprenditoriale, dato che Scalfari continuò a gestire anche la parte organizzativa e amministrativa.
Sempre nel 1967, pubblica insieme a Lino Jannuzzi l'inchiesta sul SIFAR che fa conoscere il tentativo di colpo di Stato chiamato piano Solo. Il generale De Lorenzo li querela e i due giornalisti vengono condannati rispettivamente a 15 e a 14 mesi di reclusione, malgrado la richiesta di assoluzione fatta dal Pubblico Ministero Vittorio Occorsio, che era riuscito a leggere gli incartamenti integrali prima che il governo ponesse il segreto di Stato.

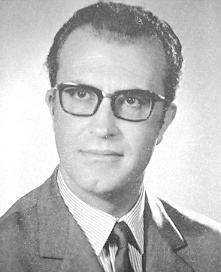
Eugenio Scalfari nel 1968.

Scalfari e Jannuzzi evitano il carcere grazie all'immunità parlamentare offerta loro dal Partito Socialista Italiano: alle elezioni politiche del 1968 Scalfari viene eletto deputato, come indipendente, nelle liste del PSI, segreteria Mancini, mentre Jannuzzi diviene senatore. Scalfari, che era stato eletto sia nella circoscrizione di Torino che in quella di Milano, opta per la seconda e aderisce al gruppo del PSI. Resta deputato fino al 1972. Nel 1968, dopo la candidatura al Parlamento, aveva lasciato la direzione de L'Espresso.
Nel 1971 sottoscrive la lettera aperta a L'Espresso contro il commissario Luigi Calabresi. Nel 2017, dopo 45 anni, ammette che "quella firma era stata un errore".
In quegli anni critica accanitamente le manovre di Eugenio Cefis, prima presidente dell'Eni e poi di Montedison, appoggiando spesso chi gli si opponeva; tra questi vi fu nel 1971 Sindona nel suo scontro con Mediobanca per il controllo di Bastogi. Soprattutto contro Cefis è indirizzato il celebre libro-inchiesta pubblicato da Scalfari e da Giuseppe Turani nel 1974, Razza padrona.

### La Repubblica
Nel 1976, dopo aver già tentato (inutilmente) di varare un quotidiano insieme a Indro Montanelli, che ne aveva respinto la proposta definendola piuttosto azzardata, Scalfari fonda il quotidiano la Repubblica, che debutta nelle edicole il 14 gennaio di quell'anno. L'operazione, attuata con il Gruppo L'Espresso e la Arnoldo Mondadori Editore, apre una nuova pagina del giornalismo italiano. Il quotidiano romano, sotto la sua direzione, compie in pochissimi anni una scalata imponente, diventando per lungo tempo il principale giornale italiano per tiratura.

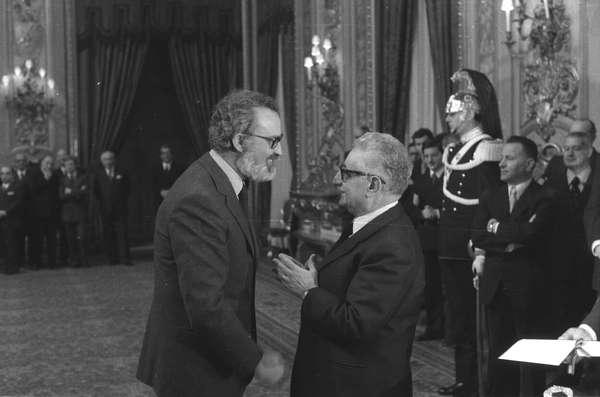
Eugenio Scalfari riceve da Giovanni Leone il Premio Saint-Vincent per il giornalismo 1974

L'assetto proprietario registra negli anni ottanta consolidamenti della posizione dello stesso Scalfari e l'ingresso di Carlo De Benedetti, nonché un vano tentativo di acquisizione da parte di Silvio Berlusconi in occasione della "scalata" del titolo Arnoldo Mondadori Editore, finito con il Lodo Mondadori, resosi necessario a causa del fatto che (come accertato dalla magistratura in seguito) Berlusconi, a capo della Fininvest, aveva corrotto uno dei tre giudici per avere un pronunciamento favorevole nella disputa con De Benedetti per il controllo della Mondadori: tale accordo fu fortemente voluto da Giulio Andreotti, grazie all'intermediazione di Giuseppe Ciarrapico. Sotto la guida di Scalfari, "Repubblica" apre il filone investigativo sul caso Enimont, che dopo due anni verrà in buona parte confermato dall'inchiesta di "Mani pulite".
Contro Bettino Craxi, a differenza che con Giovanni Spadolini e successivamente con Ciriaco De Mita , Scalfari si era speso sin dall'inizio del decennio precedente, considerandolo l'archetipo della questione morale, contro cui si scagliava l'anima della sinistra, rappresentata da Enrico Berlinguer , del quale invece elogiò lo "strappo" con l'Unione Sovietica in occasione del golpe polacco, pur restando essenzialmente estraneo alla tradizione comunista e rimanendo su posizioni legate all'intellettualità laica e alla tecnocrazia. In tal senso vanno lette alcune sue importanti iniziative, tutte sostenute per il tramite di "Repubblica": sponsorizza il "governo del Presidente", candidandovi il governatore della Banca d'Italia Carlo Azeglio Ciampi, già negli anni ottanta; indica al presidente Oscar Luigi Scalfaro il commissario PSI a Milano Giuliano Amato come viatico per la sua scelta a premier nel 1992; apprezza Guido Rossi come commissario delle aziende travolte nel turbine di Tangentopoli. Il 27 gennaio 1994 incomincia, dapprima in solitaria, la sua ventennale battaglia contro Silvio Berlusconi. Sconfitto Vittorio Sgarbi, il 7 maggio 2008 è il primo a percepire e ad avvertire il pubblico circa la potenziale discesa in politica di Beppe Grillo. Il 9 gennaio 2018 rompe definitivamente con il suo ex editore Carlo De Benedetti.

### Ritiro dalla direzione diRepubblica
Dopo vent'anni di direzione del quotidiano, nel 1996 Scalfari si ritirò da tale posizione, dopo che già da tempo aveva ceduto, insieme a Caracciolo, la proprietà a Carlo De Benedetti; il suo successore fu Ezio Mauro, ma Scalfari mantenne il ruolo di editorialista dell'edizione domenicale. I suoi editoriali entrarono nella consuetudine del giornale, tanto da essere soprannominati - anche per la loro lunghezza - "la messa cantata della domenica".
Cura altresì una rubrica su L'Espresso (Il vetro soffiato). Il 6 luglio 2007 sul Venerdì di Repubblica (il magazine settimanale che esce dal 1987), annuncia di voler abbandonare dopo l'estate la sua storica rubrica Scalfari risponde, ringraziando i lettori per l'affetto ricevuto e gli stimoli da loro pervenuti per le sue riflessioni. Gli subentra Michele Serra.
Su RaiSat Extra è andato in onda per qualche tempo, ogni giovedì, un programma dal titolo La Scalfittura, in cui Scalfari teneva colloqui politici con Giovanni Floris.

### Morte

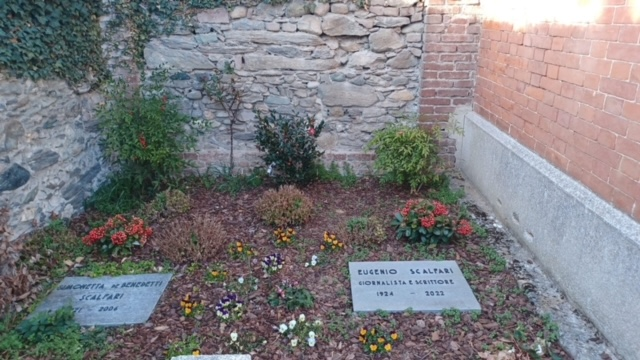
La tomba di Eugenio Scalfari nel cimitero di Rosta.

Dopo aver lasciato anche la sua rubrica domenicale su la Repubblica (il suo ultimo editoriale, datato 6 marzo 2022, aveva come tema il conflitto russo-ucraino), Eugenio Scalfari muore a Roma il 14 luglio 2022, all'età di 98 anni. La camera ardente si è tenuta il 15 luglio e il funerale laico il 16 luglio, entrambi nella sala della Protomoteca del Campidoglio a Roma. Le ceneri, per espressa volontà testamentaria, riposano nel cimitero di Rosta (TO), accanto alla prima moglie.
L'ultima sua intervista televisiva risale al 20 settembre 2020.

## Vita privata
Nel 1950 si sposò con la figlia del giornalista Giulio De Benedetti, Simonetta, dalla quale ebbe le due figlie Enrica e Donata.
Dalla fine degli anni settanta, Scalfari era sentimentalmente legato a Serena Rossetti, già segretaria di redazione dell'Espresso (e poi di Repubblica), che avrebbe sposato dopo la scomparsa della moglie Simonetta, avvenuta nel 2006.
Scalfari, pur essendo un laico dal punto di vista religioso, si è sempre interessato di tematiche spirituali e non si è mai definito ateo, dal momento che credeva nell'esistenza di un "essere" che nel momento della morte riceveva energia per poi cederla creando altre forme di vita. Inoltre negli ultimi anni della sua vita nacque un'amicizia con papa Francesco, che intervistava periodicamente su tematiche religiose.

## Controversie
Nel 2013 e nel 2014, le sue "interviste" con papa Francesco hanno causato per due volte la smentita da parte della sala stampa vaticana in relazione alle parole attribuite da Scalfari al Pontefice. Scalfari ha ribattuto di aver scritto virgolettati "come se fossero usciti dalla bocca del Papa", senza aver preso appunti o registrato durante i colloqui, sostenendo che quello era stato il suo metodo di lavoro per quasi cinquant'anni. Il 29 marzo 2018 il Vaticano ha smentito un'altra intervista di Eugenio Scalfari a papa Francesco, a seguito della pubblicazione di un suo articolo su Repubblica, negando che il Papa gli avesse rilasciato un’intervista, e sostenendo che il contenuto dell’articolo fosse il frutto di una sua ricostruzione. Scalfari ha ammesso di aver manipolato il contenuto degli articoli, dichiarando: «Sono dispostissimo a pensare che alcune delle cose scritte da me e a lui attribuite, il Papa non le condivida, ma credo anche che ritenga che, dette da un non-credente, siano importanti per lui e per l’azione che svolge».
Nel 2019 il Vaticano ha smentito nuovamente un'intervista di Scalfari a papa Francesco, affermando che i contenuti dell'articolo "non possono essere considerati come un resoconto fedele di quanto effettivamente detto, ma rappresentano piuttosto una personale e libera interpretazione di ciò che ha ascoltato". In seguito a ciò, il Pontefice non ha rilasciato più interviste a Scalfari.

## Premi e onorificenze
Scalfari ha ricevuto varie onorificenze. A livello giornalistico ha vinto nel 1988 il Premio internazionale Trento per Una vita dedicata al giornalismo, nel 1996 il Premio Ischia alla carriera, nel 1998 il Premio Guidarello al giornalismo d'autore e, nel 2003, il Premio Saint-Vincent. Il 2 maggio 1996 è stato nominato Cavaliere di gran croce dal presidente della Repubblica Oscar Luigi Scalfaro mentre nel 1999 ha ricevuto una delle più prestigiose onorificenze della Repubblica francese, diventando Cavaliere della Legion d'onore (successivamente è stato promosso ufficiale).
Era cittadino onorario di Velletri, città in cui risiedeva.
Il 5 maggio 2007 ha ricevuto la cittadinanza onoraria di Vinci e il 23 ottobre 2008 gli è stata conferita la cittadinanza benemerita di Sanremo.
Nel 2019 vince il prestigioso Premio Viareggio.
- Cittadinanza onoraria di Vibo Valentia (1990), Velletri (1993) e Vinci (2007)
- Cittadinanza benemerita di Sanremo (2008)

## Opere
- Petrolio in gabbia, con Ernesto Rossi e Leopoldo Piccardi, Bari, Laterza, 1955.
- I padroni della città, con Leone Cattani e Angelo Conigliaro, Bari, Laterza, 1957.
- Le baronie elettriche, con Josiah Eccles, Ernesto Rossi e Leopoldo Piccardi, Bari, Laterza, 1960.
- Rapporto sul neocapitalismo in Italia, Bari, Laterza, 1961.
- Il potere economico in URSS, Bari, Laterza, 1962.
- Storia segreta dell'industria elettrica, Bari, Laterza, 1963.
- L'autunno della Repubblica. La mappa del potere in Italia, Milano, Etas Kompass, 1969.
- Il caso Mattei. Un corsaro al servizio della repubblica, con Francesco Rosi, Bologna, Cappelli, 1972.
- Razza padrona. Storia della borghesia di Stato, con Giuseppe Turani, Milano, Feltrinelli, 1974.
- Interviste ai potenti, Milano, Arnoldo Mondadori Editore, 1979.
- Come andremo a incominciare?, con Enzo Biagi, Milano, Rizzoli, 1981.
- L'anno di Craxi (o di Berlinguer?), Milano, Mondadori, 1984.
- La sera andavamo in Via Veneto. Storia di un gruppo dal «Mondo» alla «Repubblica», Milano, Arnoldo Mondadori Editore, 1986; Collana Super ET, Torino, Einaudi, 2009, ISBN 978-88-061-9916-6.
- Incontro con Io, Milano, Rizzoli, 1994; Collana ET Scrittori, Torino, Einaudi, 2011, ISBN 978-88-062-0074-9.
- Denis Diderot, Il sogno di d'Alembert seguito da Il sogno di una rosa di Eugenio Scalfari, Collana La memoria, Palermo, Sellerio, 1994. - II ed. accresciuta, nuova Introduzione di E. Scalfari, Palermo, Sellerio, 2018, ISBN 978-88-389-3809-2.
- Alla ricerca della morale perduta, Milano, Rizzoli, 1995; Collana ET Scrittori, Torino, Einaudi, 2019, ISBN 978-88-062-4057-8.
- Il labirinto, Milano, Rizzoli, 1998; Collana Supercoralli, Torino, Einaudi, 2016, ISBN 978-88-062-3011-1.
- Attualità dell'Illuminismo, a cura di, Roma-Bari, Laterza, 2001.
- La ruga sulla fronte, Milano, Rizzoli, 2001; Collana ET Scrittori, Torino, Einaudi, 2010, ISBN 978-88-062-0075-6.
- Articoli, 5 voll., Roma, la Repubblica, 2004.
- Dibattito sul laicismo, a cura di E. Scalfari, Roma, La Biblioteca di Repubblica, 2005.
- L'uomo che non credeva in Dio, Collana Supercoralli, Torino, Einaudi, 2008, ISBN 978-88-061-9419-2.
- Per l'alto mare aperto. La modernità e il pensiero danzante, Collana Supercoralli, Torino, Einaudi, 2010, ISBN 978-88-062-0418-1.
- Scuote l'anima mia Eros, Collana Supercoralli, Torino, Einaudi, 2011, ISBN 978-88-062-0859-2.
- La questione morale. La storica intervista di Eugenio Scalfari, Reggio Emilia, Aliberti, 2011. - ed. ampliata, Prefazione di Luca Telese, Aliberti, 2012.
- Vito Mancuso-E. Scalfari, Conversazioni con Carlo Maria Martini, Collana Campo dei fiori, Roma, Fazi, 2012, ISBN 978-88-641-1635-8.
- La passione dell'etica. Scritti 1963-2012, a cura di Angelo Cannatà, Collezione I Meridiani, Milano, Mondadori, 2012, ISBN 978-88-04-61398-5.
- Papa Francesco-E. Scalfari, Dialogo tra credenti e non credenti, Torino, Einaudi, 2013, ISBN 978-88-062-1995-6.
- L'amore, la sfida, il destino. Il tavolo dove si gioca il senso della vita, Collana Supercoralli, Torino, Einaudi, 2013, ISBN 978-88-06-21850-8.
- Racconto autobiografico, Collana Passaggi, Torino, Einaudi, 2014, ISBN 978-88-06-21642-9.
- L'allegria, il pianto, la vita, Collana Supercoralli, Torino, Einaudi, 2015, ISBN 978-88-062-2822-4.
- L'ora del blu, Torino, Einaudi, 2019, ISBN 978-88-06-24176-6.
- Il Dio unico e la società moderna. Incontri con Papa Francesco e il Cardinale Carlo Maria Martini, Torino, Einaudi, 2019, ISBN 978-88-062-4386-9.